# Arne Berner
Arne Morten Berner (né le 15 novembre 1927 à Helsinki et mort le 9 décembre 1988 à Helsinki) est un homme politique finlandais,,.

## Carrière politique
Arne Berner est député LKP de la circonscription de la province de Kymi du 5 avril 1966 au 21 janvier 1972.
Arne Berner est Ministre du Commerce et de l'Industrie des gouvernements  Karjalainen II (15.7.1970-29.10.1971) et Miettunen III (29.9.1976-15.5.1977) ainsi que vice-ministre des Affaires étrangères du gouvernement Sorsa III (31.12.1982-6.5.1983).
Il est aussi vice-ministre du Commerce et de l'Industrie du gouvernement Sorsa III (31.12.1982-6.5.1983) et vice-ministre des Affaires sociales gouvernement Karjalainen II (22.7.1970-29.10.1971),,.
.